# 阿蘇・南小国両地区農免道路
阿蘇・南小国両地区農免道路（あそ・みなみおぐにりょうちくのうめんどうろ）は、熊本県阿蘇市から阿蘇郡南小国町に至る広域農道である。通称マゼノミステリーロード。

## 概要
阿蘇市西湯浦から阿蘇郡南小国町大字中原の国道212号を結ぶ。通称の「マゼノミステリーロード」は公募により名付けられた。
標高が高い地域を通るため積雪や路面凍結が発生しやすく冬季は通行止めとなる。

### 路線データ
- 起点：熊本県阿蘇市西湯浦（大分県道・熊本県道12号天瀬阿蘇線交点、熊本県道339号北外輪山大津線起点）
- 終点：熊本県阿蘇郡南小国町大字中原（国道212号交点）
- 距離：10 km

## 歴史
- 2010年（平成22年）3月29日 - 開通[1]。

## 地理

### 通過する自治体
- 阿蘇市
- 阿蘇郡南小国町

### 交差する道路
| 交差する道路                                                                                 | 市町村名 | 市町村名 | 交差する場所 | 交差する場所 |
| -------------------------------------------------------------------------------------------- | -------- | -------- | ------------ | ------------ |
| 大分県道・熊本県道12号天瀬阿蘇線 熊本県道45号阿蘇公園菊池線 重複 熊本県道339号北外輪山大津線 | 阿蘇市   | 阿蘇市   | 西湯浦       | 起点         |
| 国道212号                                                                                    | 阿蘇郡   | 南小国町 | 大字中原     | 終点         |

### 沿線
- マゼノ渓谷
- 押戸石の丘